# 电子政务

埃及数字政府网站截图

电子政务（又称电子政府，或e-gov、数字政府、在线政府、联网政府等）是将政府与公民之间用数字化的方式连接。

## 定义
「电子政务」（或称「数字政务」）是指「使用因特网或互联网发布政府信息、服务给公民的形式」。
「电子政务」（或称「电子政府」）一般指「利用信息技术、通讯技术、互联网通讯等提供和/或改进公共部门提供服务水平、效率的形式」。
电子政务是指用科技提高政府的效率，拓宽政府信息和服务发布。电子政务，或称电子政府，很多用到互联网或非互联网的应用程序协助政府工作。
除了电话、传真外，电子政务是指政府用到其他电子设备，例如监控系统，跟踪系统，RFID标签，甚至电视、广播、雷达对政府的信息和服务及时发布给公民。

## 案例
电子政务让任何人可以访问城市网站，利用图形用户界面（GUI）、即时消息（IM）与公务人员进行沟通交流，甚至音频/视频会议以及其他复杂的方式，而不是简单地通过电子邮件发给政府官员，以及利用科技，提高政府服务的效率，让公民，企业伙伴和员工受益。
电子政务的重心应该是：
- 使用信息通讯技术，特别是因特网，让政府提供更好服务。[5]
- 使用信息通讯技术，优化政府组织，消除腐败。[6][7]
- 持续不断优化公共服务、公众参与、通过科技、互联网和新媒体传达政府内部、外部管理信息。[8]

传统上，电子政务被理解为围绕政府运营服务，实际上，范围可以拓展到拓宽公民参与，电子政务可以是利用信息通讯技术，对政府服务进行的改组和优化。

## 形式
电子政务的主要形式包括：
| 模型 | 中文名稱   | 英文名稱                  |
| ---- | ---------- | ------------------------- |
| G2C  | 政府到公民 | Government to Citizens    |
| G2B  | 政府到企业 | Government to Businesses  |
| G2E  | 政府到员工 | Government to Employees   |
| G2G  | 政府之间   | Government to Governments |
| C2G  | 公民到政府 | Citizens to Governments   |

在每个定义中，包括四种活动：
- 把信息推送到网上，例如，政策法规、公共假期、公共收听计划、简要新闻、通知等
- 政府与公民、企业或其他政府机构双向沟通，其中，公民可以向政府提供，发布留言、评论、要求等
- 进行交易，例如，办理退税、领取服务费、津贴等
- 政府管理，例如，把公民从消极信息接受者变为积极参与者，可以通过以下形式：

1. 提供信息、知识
2. 代表市民
3. 鼓励市民参加竞选、投票
4. 向公民咨询问题
5. 鼓励市民参与活动、调查等

## 非互联网电子政务
虽然电子政务一般指"在线政府"或"因特网政府"，但很多非互联网形式的"电子政务"科技也在广泛应用，包括：
1. 电话
2. 電郵
3. 传真
4. 个人数字助手（PDA）
5. 短信息（SMS）
6. 彩信（MMS）
7. 无线网络和服务
8. 蓝牙
9. 闭路电视（CCTV）
10. 跟踪系统
11. RFID
12. 生物识别技术
13. 道路交通管
14. 法律法规
15. 身份证、 智能卡和其他近场通讯应用程序
16. 投票站科技
17. 电视和广播发布政府服务
18. 新闻组
19. 电子邮件列表
20. 在线聊天
21. 即时消息

## 法律法规
- 美国2002年电子政务法

## 争论

### 优势
电子政务的最终目的是以更高的效率、更低的成本，提供更多的公众服务。
电子政务让政府更透明。政府透明度的重要性在于，让公众可以了解政府在做什么，以及如何去执行政策。
电子政务的简单功能很容易实现，很多简单的公民服务，例如登记结婚、身份地址更改等，在现实中需要很久时间办理，很多手续，在电子政务上更加方便。
电子政务让公众更加广泛参与政治活动，增加选民了解，鼓励选民参加竞选。
电子政务让商业更加便捷、成本更低，公共可以获得最新的新闻。
电子政务让流程更加简化，政府信息更容易获得。例如，美国印第安纳州机动车管理局简化了司机记录审批流程。 印第安纳州成为第一个允许政府网上签署、合法认证、电子发送电子扣分卡的州。
除了简单以外，电子民主服务也能降低成本。美国阿拉巴马州自然资源保护部、沃尔玛和NIC在线开发了一款捕鱼、打猎执照服务，利用现有的计算机，将申请流程自动化。超过140,000个执照可以在沃尔玛买到，政府预计可每年省下服务费$200,000。
电子政务的优势在于效率、服务、公众服务方便性、透明度和可靠度。

#### 民主化
电子政务的目标还包括公民参与，通过网络，全国人民可以与政治家、官员互动，倾听他们的声音。
微博和互动调查可以让政治家和公仆看到人民的主要诉求。聊天室可以让公民实时接触到参选官员，看到他们的办公室，和官员直接交流，允许选民直观感受政府影响。
这些科技可以让政府更透明，让选民更明白他们的税负如何使用。让选民更明白应该选谁，如何让官员更有生产效率。
理论上，政府可以利用电子政务实现自身的更加民主，可以让公众了解，政府如何做决策，让参选官员对其行为更加负责。公众可以更加直接、显著地影响政府的立法。

#### 环境
电子政务的拥护者称，在线政府可以减少纸张的使用。由于近些年环保机构、媒体、公众的压力，一些政府和组织减少了纸张使用率，美国政府使用网站http://www.forms.gov （页面存档备份，存于）来提供“联邦公务员内部政府公文”，起到了“非常显著的节纸效果。”
电子政务让公民可以与计算机交互，在任何时间、任何地点获取信息，消除前往到政府机构的浪费，也减少了政府的前台工作人员。
同时，计算机可以进一步记录政府服务人员的负责性、服务流程，服务信息可以方便调出，对政府机构服务人员的态度进行了监督。减少了等待时间。对于政府来说，电子政府可方便查询、取阅文档，信息可储存在数据库中，而不是随处存放。
残疾人或行动不便的人不需要再到政府部门排队，可以在家中办理公务。

#### 公众态度
很多实验性的电子政务得到了民众的广泛接受和渴望。
公民参与在线讨论政治话题，特别是年轻人，传统上对政治和政府工作不感兴趣，现在也加入了电子投票的流程。
尽管互联网政府程序被批评缺乏可靠的隐私政策，研究表明，比起个人隐私，公众更偏向于揭发犯罪行为。90%的美国成年人同意使用互联网追踪罪犯，57%愿意牺牲一部分个人隐私，前提是能方便政府追查犯罪和恐怖分子。

### 劣势
电子政务的主要劣势是公众缺乏对网络使用的平等性，网络信息可靠性、以及可能影响、偏差公众意见的隐藏政府机构。
设计、实施电子政务有很多潜在影响，包括政府和公民的非中介化，对经济、社会、政治的影响因素、对黑客袭击的脆弱性和对现状的干扰。 参见电子巨兽。

#### 高级监控
政府和公民的过度接触是把双刃剑。
一旦采取电子政务，并且系统越来越复杂，公民就必须在网上与政府沟通，范围越来越广。这就导致公民的隐私权受到威胁，政府可以获得越来越多的公民信息。
在最坏情况下，政府和公民之间越来越多信息通过互联网传输，会发展为专制系统。政府一旦希望，可以获得无数公民的个人信息，个人隐私将不复存在。

#### 成本
尽管电子政务的开发和实施"花费了巨额资本"，有些人说只获得了平庸的表现。实验性的互联网政府的结果、效果很难衡量。
根据Gartner的调查，2011年全球IT的花费预计为3.6万亿美元，比2010年（$3.4万亿）增加了5.1%。

#### 无法连接
提供网络服务和支持的电子政务网，往往没有达到很多潜在需求用户，特别是偏远地区用户。
因为他们偏向在家，文盲率高，生活在贫困下以下。

#### 伪透明度和责任度感觉
电子政务的反对者称，在线政府透明度可疑，因为是政府自己统计的。信息可从公众眼底下增加或删除。
很少机构检查、提供政府数据的可靠性。即使有一些，例如美国的OMBWatch 和政府可靠性项目也往往是非盈利组织。甚至政府本身常常不跟踪他们插入、删除的信息。

## 信息化的电子政务
电子政务根据信息技术，也分为移动政府 (mobile government), 泛在政府(ubiquitous government), 和GPS政府(GIS/GPS等。

### 电子政务门户和平台
电子政务的形式是根据受益人划分的，在开发公共、私有机构的主页和平台中，系统可让所有参与者获益。需要重新年检车辆的公民在符合法规的情况下，有了一种更便捷的方式。作为政府来讲，可以利用电子政务管理企业项目，增加利润，吸引新的客户。政府机构可以简化交易的复杂性。
要开发这些公共门户和平台，政府需内部开发、管理、外包或签署自融资协议。自融资模式是让创建的门户自己盈利，通过一些政府的收费项目，这些称为自融资政府门户。
社交网络是一种电子民主化的新兴形式，社交网络让公民可参与，电子政务的提倡者观察到，政府使用社交网络作为帮助更加亲民的媒介。例如，几乎美国很多州政府在Facebook, Twitter和YouTube上建立了公共主页。
政府机构还可以更容易获得公民的满意度调查，通过ListServs, RSS feeds, 移动消息, 微博和博客, 政府机构可以和公民共享信息、兴趣和共同利益点。政府也开始进行Twitter（微博），在美国罗德岛州，财务大臣 Frank T. Caprio对该州的现金流进行每日播报，感兴趣的人可以进行关注。 所有开通Twitter账户的美国州，可参见Real Life. Live document。更多情况请访问：transparent-gov。

## 联合国电子政务准备指数
Template:Update-section

国际上有对电子政务成熟度的指数，包括Eurostat、Economist, Brown University排名和联合国电子政务准备指数（e-Government Readiness Index），这些是最常用的排名。联合国公共管理网络每两年对电子政务进行调查，包括电子政务准备指数。是一种比较性的国家间排名，利用两个主要指标：i) 电子政务的准备状况 ii) 电子参与的范围。建立信息化服务的评估模型，并对联合国191个成员国，根据量化指标，对电子政务的准备程度、通讯基础设施、人力资源成本进行评估。
以下为50个根据联合国2010年调查电子政务指数最高的国家
| 排名 | 国家           | 指数   |
| ---- | -------------- | ------ |
| 1    |                | 0.9283 |
| 2    | 荷蘭           | 0.9125 |
| 3    | 英国           | 0.8960 |
| 4    | 丹麦           | 0.8889 |
| 5    | 美国           | 0.8687 |
| 6    | 法國           | 0.8635 |
| 7    | 瑞典           | 0.8599 |
| 8    | 挪威           | 0.8593 |
| 9    | 芬兰           | 0.8505 |
| 10   | 新加坡         | 0.8474 |
| 11   | 加拿大         | 0.8430 |
| 12   |                | 0.8390 |
| 13   | 新西兰         | 0.8381 |
| 14   | 列支敦斯登     | 0.8264 |
| 15   | 瑞士           | 0.8134 |
| 16   | 以色列         | 0.8100 |
| 17   | 德国           | 0.8079 |
| 18   | 日本           | 0.8019 |
| 19   | 盧森堡         | 0.8014 |
| 20   | 爱沙尼亚       | 0.7987 |
| 21   | 奥地利         | 0.7840 |
| 22   | 冰島           | 0.7835 |
| 23   | 西班牙         | 0.7770 |
| 24   | 比利时         | 0.7718 |
| 25   | 斯洛維尼亞     | 0.7492 |
| 26   | 摩納哥         | 0.7468 |
| 27   | 俄羅斯         | 0.6315 |
| 28   | 阿联酋         | 0.7344 |
| 29   | 立陶宛         | 0.7333 |
| 30   |                | 0.7328 |
| 31   | 匈牙利         | 0.7208 |
| 32   | 義大利         | 0.7190 |
| 33   | 葡萄牙         | 0.7165 |
| 34   | 愛爾蘭         | 0.7194 |
| 35   | 馬爾他         | 0.7131 |
| 36   | 巴林           | 0.6946 |
| 37   | 希腊           | 0.6872 |
| 38   |                | 0.6844 |
| 39   | 智利           | 0.6769 |
| 40   | 马来西亚       | 0.6703 |
| 41   | 沙烏地阿拉伯   | 0.6658 |
| 42   | 拉脫維亞       | 0.6604 |
| 43   | 哥伦比亚       | 0.6572 |
| 44   |                | 0.6566 |
| 45   | 賽普勒斯       | 0.6508 |
| 46   | 捷克           | 0.6491 |
| 47   | 波蘭           | 0.6441 |
| 48   |                | 0.6405 |
| 49   | 安地卡及巴布達 | 0.6345 |
| 50   | 乌拉圭         | 0.6315 |

## 各国和地區情況

### 亞洲

#### 孟加拉
孟加拉开发了电子政务网络，提供便捷多样的政府服务，包括其政府門戶網站。

#### 印度
在印度，电子政务主要是根据NeGP项目进行管理。

#### 马来西亚
马来西亚政府注重电子政务，利用多媒体超级走廊项目（Multimedia Super Corridor，MSC）和电子政务旗舰项目。 （页面存档备份，存于）

#### 中國
中國政府除了開設入口網站外，同時利用不同的政務服務軟件、WeChat小程式或其他平臺，為公民提供服務。

##### 人工智能發展
2025年2月起，中国多地政府部门相继将DeepSeek接入政务服务系统，用于公文写作、政策解读等方面。
2025年2月8日，广东省深圳市龙岗区政务服务和数据管理局就已经在政务外网部署了DeepSeek-R1模型。
2025年2月16日，深圳市正式为全市各区及各部门提供DeepSeek模型应用服务；其中，福田区基于DeepSeek开发了首批70名AI“数智员工”。
2025年2月17日，佛山市“江义村智慧乡村平台”于正式接入DeepSeek。
2025年2月18日，北京市丰台区在政务云本地部署DeepSeek大模型。

#### 香港
由1998年推出數碼21資訊科技策略開始，香港已規劃成為數碼城市，並展開持續的電子政府計劃。
香港政府於2004年開始推出電子政府基建服務，支援各項電子政府服務，包括在網上收取款項，發出電郵及短訊通知，制訂交換數據及應用系統訊息標準，採用智能身份證及附送免費的電子證書等。
目前，香港的電子政務由數字政策辦公室負責。除了香港政府一站通入口網站、香港政府新聞公報和1823電話中心外，香港政府利用不同的應用程式，例如智方便、MyMapHK和MySmartPLAY智能手機應用程式，為市民提供電子化的服務。

##### 人工智能發展
在2024年，香港生成式人工智能研發中心（英語：Hong Kong Generative AI R&D Center）推出HKGAI V1，為在DeepSeek的基礎上，開發的本地化人工智能大語言開源基礎模型，涵蓋「港話通」、「港文通」、「港會通」、「港法通」、「港環通」等系統。
當中的「港文通」為生成式人工智能文書輔助應用程式，在超過70個香港政府部門開始試用。

###### 政府到公民
在2023年，1823聯絡中心開始使用聊天機械人等數碼自助服務渠道，方便解答市民常見查詢。
職員亦會使用「港文通」等生成式人工智能工具，草擬回應市民的查詢或投訴，以提升工作效率。
創新科技及工業局局長孫東表示，期望「港話通」手機版應用程序在2025年内推出，同時有意在透過「智方便」推出「港話通」，讓市民使用更高級的人工智能服務。
2025年5月8日，廉政公署向公衆展出「深博士」(英語：Dr. Deep)，廉署在DeepSeek的基礎上開發的人工智能模型，可提供廉署資訊及防貪建議，未來有機會在廉署的分區辦事處、網上或手機使用。

#### 巴基斯坦
在巴基斯坦，巴基斯坦政府是建立一个强大的电子网络，允许政府对发布公众信息更加有回应性。

### 加拿大

#### 政府到政府
目前，加拿大枢密院办公网站 – 是政府主要办公网站，对公共服务进行了整体更新。关键是采取了一系列合作性的网络工具，例如GCPEDIA – 是联邦公务人员的维基平台，其他工具包括社交网络工具GCconnex，言论板工具GCforums。

### 欧洲
电子政务在欧洲很发达，更多信息参考欧洲电子政务。

### 中东
在阿拉伯联合酋长国，阿联酋电子政务网主要提供政府运作服务，沙特阿拉伯电子政务网也是提供电子政务服务和交易。

### 美国
巴拉克·奥巴马竞选为美国总统与竞选过程中电子政务的使用联系广泛，包括2009年新政府的组织。
2009年，新当选的总统奥巴马签署了第一个备忘录 – 行政机构首脑关于透明度和公开政府备忘录在备忘录中，奥巴马政府要求政府公开性达到前所未有的高度，让公共机构"保障公众信任、建立透明、公共参与、合作的系统"。 备忘录还"指定了主技术官，与管理预算办公室(OMB)和公共服务管理委员会(GSA)合作，协调恰当的行政机构发展，采取相应措施，实施备忘录的原则。"
奥巴马总统的备忘录集中于透明度，通过不同联邦政府部门，让公共网站如recovery.gov 和 data.gov 等可发布更多美国人口信息，让更多公民参与。
日前，这项计划已经有所突破，一些政府信息会持续发布，但也有很多争议。
但这项科技还没有让所有美国人都有机会使用，美国国家宽带计划系统突破这个界限，但很多美国人仍无网络使用。很多住在农村地区的美国人无法连接网络，其他人没有足够财力支付。

### 引用
1. 1 2  联合国经济和社会事务司.  (PDF). UN.   [2010-04-30]. （原始内容存档 (PDF)于2012-03-23）.
2. 1 2  Jeong Chun Hai @Ibrahim. (2007). Fundamental of Development Administration. Selangor: Scholar Press. ISBN 978-967-5045-08-0
3. ↑  Kaylor, C., Deshazo, R. and Van Eck, D.
The essence of e-governance is " The enhanced value for stakeholders through transformation"Gauging e-government: A report on implementing services among American cities. Government Information Quarterly, 18 (2001), 293–307.
4. ↑  Deloitte Research – Public Sector Institute At the Dawn of e-Government: The Citizen as Customer 的存檔，存档日期2011-07-06., 2000
5. ↑  OECD. The e-government imperative: main findings （页面存档备份，存于）, Policy Brief, Public Affairs Division, Public Affairs and Communications Directorate, OECD, 2003
6. ↑  Grima-Izquierdo, C. (2010). A generic architecture for e-Government and e-Democracy: requirements, design and security risk analysis （页面存档备份，存于）. Ed. LAP Publishing.
7. ↑  Koh, C.E., Prybutok, V.R. . Journal of Computer Information Systems. 2003, 33 (3): 34–9.
8. ↑  Gartner Group, “Key Issues in E-Government Strategy and Management,” Research Notes, Key Issues, 23 May 2000
9. ↑  Larsen, B., & Milakovich, M. (January 1, 2005). Citizen Relationship Management and E-Government. Lecture Notes in Computer Science, 3591, 57–68
10. ↑  Mary Maureen Brown. "Electronic Government" Jack Rabin (ed.). Encyclopedia of Public Administration and Public Policy, Marcel Dekker, 2003, pp. 427–432 ISBN 978-0-8247-4240-9.
11. ↑  Shailendra C. Jain Palvia and Sushil S. Sharma.  (PDF). ICEG. 2007  [2008-07-10]. （原始内容 (PDF)存档于2008-09-10）.
12. ↑  Indiana Bureau of Motor Vehicles （页面存档备份，存于）. In.gov (2009-06-16). Retrieved on 2012-06-25.
13. ↑   (PDF). Government Technology. 2005-09  [2009-04-23]. （原始内容 (PDF)存档于2008-08-21）.
14. 1 2  Atkinson, Robert D.; Castro, Daniel.  (PDF). The Information Technology and Innovation Foundation. 2008: 137–145  [2012-09-19]. （原始内容存档 (PDF)于2012-03-06）.
15. ↑  Sinrod, Eric J. . USA Today. 2004-06-30  [2008-03-01]. （原始内容存档于2008-01-27）.
16. ↑  Schrier, Bill. . Digital Communities. 2008-10-17  [2008-03-01]. （原始内容存档于2008-10-23）.
17. ↑  . Center for Democracy & Technology.   [2009-03-01]. （原始内容存档于2009-03-15）.
18. ↑  Thorpe, Stephen. . E-government in New Zealand.   [2009-03-01]. （原始内容存档于2008-10-15）.
19. ↑  Dezayas, Heidi. . Penn-Trafford Star. 2008-01-30  [2008-03-01].[永久]
20. ↑   (PDF). 2009  [2009-02-28]. （原始内容 (PDF)存档于2009-02-26）.
21. ↑  Satyanarayana, J. E-Government: The Science of the Possible. India: Prentice Hall, 2004.
22. ↑  Nixon, Paul G.; Rawal, Rajash. . The Hague University. : 281–290. ISBN 978-1-905305-11-7.
23. ↑  . Bearing Point. 2007-04-26  [2009-03-08].[永久]
24. ↑  Urdiales, C.; de Trazegnies, C.; Salceda, J. Vazquez; Sandoval, F.  (PDF). University of Malaga, Spain; University of Utrecht, the Netherlands.   [2012-09-19]. （原始内容存档 (PDF)于2012-03-06）.
25. ↑  Roy, Saumya. . Medill News Service. 2002-03-12  [2009-01-23]. （原始内容存档于2008-10-23）.
26. ↑  Lyman, Jay. . TechNewsWorld. 2006-02-01  [2009-02-28]. （原始内容存档于2011-06-09）.
27. ↑  Singel, Ryan. . Wired. 2007-08-06  [2008-02-28]. （原始内容存档于2008-03-13）.
28. ↑  . Economist. 2008-02-14  [2009-02-28]. （原始内容存档于2009-05-19）.
29. ↑  . Gartner. 2011-01-11  [2011-02-24]. （原始内容存档于2011-02-19）.
30. ↑  Becker, Shirley A. PhD.  (PDF). Northern Arizona University.   [2009-03-03]. （原始内容 (PDF)存档于2009-03-20）.
31. ↑  Chiger, Stephen. . Medill News Service. 2002-09-11  [2009-01-23]. （原始内容存档于2008-09-04）.
32. ↑  Government Technology’s Public CIO Thought Leadership Profile "Expanding eGovernment, Every Day" 的存檔，存档日期2010-03-26. open-access online paper 2006.
33. ↑  RI Treasury (@RITreasury) op Twitter （页面存档备份，存于）. Twitter.com. Retrieved on 2012-06-25.
34. ↑  . www.bdgateway.org.   [2025-05-18]. （原始内容存档于2018-12-15）. 外部链接存在于|title= (帮助)
35. ↑  Jeong Chun Hai @Ibrahim, & Nor Fadzlina Nawi. (2007). Principles of Public Administration: An Introduction. Kuala Lumpur: Karisma Publications.
36. ↑  . www.egovernment.gov.cn.   [2025-05-18]. （原始内容存档于2024-02-01）.
37. 1 2  . 新华网.   [2025-02-20]. （原始内容存档于2025-02-18）.
38. ↑  . 新浪新闻.   [2025-02-20]. （原始内容存档于2025-02-25）.
39. ↑  . 澎湃新闻.
40. ↑  . 新浪财经.   [2025-02-20]. （原始内容存档于2025-02-21）.
41. ↑  Oscar. . 香港 unwire.hk 玩生活．樂科技. 2025-02-17  [2025-05-15] （中文（香港））.
42. ↑  中国新闻网. . 腾讯网.   [2025-02-20]. （原始内容存档于2025-02-22）.
43. ↑  政府針對資訊及通訊科技發展的策略及措施 （页面存档备份，存于） 香港政府一站通
44. ↑  . www.digitalpolicy.gov.hk.   [2025-05-18].
45. ↑  . www.hongkongpost.gov.hk.   [2025-05-18].
46. ↑  . hkust.edu.hk.   [2025-05-15].
47. ↑  . 當代中國.   [2025-05-15].
48. ↑  . hkust.edu.hk.   [2025-05-15].
49. ↑  . www.info.gov.hk.   [2025-05-15].
50. ↑  . www.info.gov.hk.   [2025-05-15].
51. ↑  吳焜曜. . 香港01. 2025-06-11  [2025-06-18] （中文（香港））.
52. ↑  . 明報新聞網 - 即時新聞 instant news.   [2025-06-18] （中文（繁體））.
53. ↑  文維廣. . 香港01. 2025-03-10  [2025-05-15] （中文（香港））.
54. ↑  . 堅料網. 2019-05-28  [2025-05-15] （中文（香港））.
55. ↑  常彧璠. . 香港經濟日報HKET.   [2025-06-18] （中文（繁體））.
56. ↑  . www.icac.org.hk.   [2025-05-15] （中文（香港））.
57. ↑  . 大公文匯網.   [2025-05-15] （zh-Hans-HK）.
58. ↑  任葆穎. . 香港01. 2025-03-28  [2025-05-15] （中文（香港））.
59. ↑  e-Government Pakistan （页面存档备份，存于）. E-government.gov.pk. Retrieved on 2012-06-25.
60. ↑  Gaurav Mishra. . January 2009  [2009-02-23]. （原始内容存档于2009-02-24）.
61. ↑  Dean Giustini. . The University of British Columbia. January 2009  [2009-02-23]. （原始内容存档于2009-02-13）.
62. ↑  Daniel Lyons and Daniel Stone. . Newsweek, Inc. November 2008  [2009-02-23]. （原始内容存档于2009-02-06）.
63. 1 2 3  Transparency and Open Government （页面存档备份，存于）. Whitehouse.gov. Retrieved on 2012-06-25.
64. ↑  . Economictimes.com. 2009-04-27  [2010-05-07]. （start/articleshow/4453532.cms 原始内容 请检查|url=值 (帮助)存档于2014-01-15）.